# Fédération Canadienne d’Escrime
Die Fédération Canadienne d'Escrime (englischer Name Canadian Fencing Organisation) ist die nationale Dachorganisation für den Fechtsport in Kanada. Sie ist Mitglied der Fédération Internationale d’Escrime und des amerikanischen Regionalverbandes Confederación Panamericana de Esgrima. Der Sitz der Organisation ist in St. Catharines, derzeitiger Präsident (Stand 2021) ist Yann Bernard.

## Geschichte
Die erste Fechtschule Kanadas wurde 1816 in Montréal gegründet. 1902 wurden erste nationale Meisterschaften ausgerichtet. 1971 schließlich wurde die Fédération Canadienne d'Escrime gegründet, die im selben Jahr der Fédération Internationale d’Escrime beitrat.

## Organisation
Die Fédération Canadienne d'Escrime wird von einem Direktorium (Conseil d'administration bzw. Board of Directors) mit sieben Mitgliedern geleitet. In der Unterorganisation Fencing Coaches of Canada sind die kanadischen Fechttrainer organisiert. Die Organisation ist in zehn Regionalverbände (für British Columbia, Alberta, Saskatchewan, Manitoba, Ontario, Quebec, New Brunswick, Nova Scotia, Prince Edward Island sowie Neufundland und Labrador) untergliedert.